# Мисс Япония
Не путать с конкурсом «Мисс Вселенная Япония», который проходит с 1998 года
Мисс Япония (яп. ミス日本コンテスト Мису Ниппон контэсуто) — ежегодный национальный конкурс красоты в Японии, проходящий с 1950 года.

## Победительницы
- 1950 — Фудзико Ямамото
- 1968 — Норико Судзуки
- 1969 — Норико Судзуки
- 1970 — Сатико Такэути
- 1971 — Юмико Ёсимура
- 1972 — Тимомо Сакамото
- 1973 — Мицуми Хасэгава
- 1974 — Савако Такубо
- 1976 — Таками Асаи
- 1977 — Кэйко Тэдзука
- 1978 — Ясуэ Эномото
- 1979 — Тикако Мурата
- 1980 — Дзюнко Кувабара
- 1981 — Дзюнко Кувабара
- 1982 — Фусако Минэгиси
- 1983 — Юми Ямагути
- 1984 — Акико Цунэока
- 1985 — Сатоми Нэмото
- 1986 — Асами Накамура
- 1987 — Кэйко Иби
- 1988 — Мика Тамаи
- 1989 — Нориэ Савамото
- 1990 — Томоми Сома
- 1991 — Эми Окамото
- 1992 — Норика Фудзивара
- 1993 — Ёко Коиваи
- 1994 — Наоко Мацуда
- 1995 — Тихиро Нагаи
- 1996 — Михо Тикадзава
- 1997 — Кэйко Тамура
- 1998 — Ёсико Вада
- 1999 — Юри Комацуда
- 2000 — Саори Амакава
- 2001 — Рурико Ятэ
- 2002 — Куми Сано
- 2003 — Рэйко Аидзава
- 2004 — Юрико Сага
- 2005 — Риса Кумэ
- 2006 — Риэ Кокубо
- 2007 — Мика Хаги
- 2008 — Эри Судзуки
- 2009 — Марино Мията
- 2010 — Мина Хаяси
- 2011 — Мариэ Янака
- 2012 — Кико Араи
- 2013 — Эрика Судзуки
- 2014 — Моэка Нумата
- 2015 — Тисато Хага
- 2016 — Мика Мацуно
- 2017 — Сино Такада
- 2018 — Рэи Итихаси
- 2019 — Аико Ватараи
- 2020 — Ясуси Ода
- 2021 — Асами Мацуи
- 2022 — Мидзука Коуно
- 2023 — Эма Ёсиока
- 2024 — Каролина Сиино (отказалась от титула)